# Тарський (Соколовський) Леонід Львович
Леонід Львович Тарський (Соколовський) (1894 — 10 січня 1938) — український радянський партійний діяч, журналіст, один з керівників більшовицького підпілля в місті Миколаєві. Член ЦК КП(б)У в липні 1918 — березні 1919 р. Кандидат в члени ЦК КП(б)У в березні 1919 — березні 1920 р.

## Біографія
Член РСДРП(б) з 1917 року.
У 1918 році — член Одеського і Миколаївського підпільного комітетів комуністичної партії (більшовиків), кандидат в члени Виконавчого бюро ЦК КП(б)У.
Перебував на журналістській роботі. Працював редактором газет у Москві та на Далекому Сході РРФСР.
У жовтні 1933 — 1936 р. — головний редактор газети Південно-Східної залізниці «Вперед» у місті Воронежі.
17 грудня 1936 року заарештований органами НКВС СРСР. 13 травня 1937 року засуджений на 10 років виправно-трудових таборів. Помер в ув'язненні.